# نکراسف (مجموعه تلویزیونی)
نکراسوف یک نمایش تلویزیونی محصول سال ۱۳۸۲ به کارگردانی محمد رحمانیان، کارگردانی تلویزیونی ساسان امیرپور، نویسندگی ژان پل سارتر و تهیه‌کنندگی جواد ظهیری می‌باشد که از شبکه چهار پخش شد.
این نمایش نقدی است به لیبرال دموکراسی غرب و یکی از دو نمایشی است که ژان پل سارتر در سال‌های ۱۹۵۰ تا ۱۹۵۲ به رشته تحریر درآورده است.
داستان نکراسوف دربارهٔ سال‌های جنگ سرد آمریکا و شوروی است. یک روزنامه می‌کوشد همچنان تنور جنگ میان دو کشور آمریکا و شوروی را داغ نگه دارد و با این ترفند می‌کوشد غرب را از خطر اتحاد جماهیر شوروی آگاه کند. در همین حین کلاهبرداری از شرایط به وجود آمده سوءاستفاده می‌کند و خود را به عنوان نکراسوف، وزیر کشور شوروی که مدتی است ناپدید شده، جا می‌زند که در ادامه حوادث پیش بینی نشده ای اتفاق می‌افتد.

## بازیگران
- فرهاد آئیش در نقش «نکراسوف» و «ژرژ دو والرا»
- احمد آقالو در نقش «ژول پالوتن»
- علی عمرانی در نقش «پپه سیبلو»
- مهتاب نصیرپور در نقش «ورونیک سیبلو»
- کیکاووس یاکیده در نقش «تاورنیه»
- هومن برق نورد در نقش «پریگور»
- بیژن افشار در نقش «بازرس گوبله»
- سحر گوران در نقش «؟»
- رزیتا فضایی در نقش «خانم دالادیه (منشی)؟»
- خسرو احمدی در نقش «شاپویی (محافظ)»
- سینا رازانی در نقش «بودوئن (محافظ)»
- رضا بابک در نقش «روژه» و «‌؟»
- مائده طهماسبی در نقش «ایرما»

با حضور:
- ثریا قاسمی در نقش «خانم موتون»
- غلامرضا طباطبایی در نقش «دمیدوف»
- سیما تیراندازدر نقش «خانم کاستانیه»

جهانسوز فولادی نیز مسئولیت انتخاب موسیقی این تله تئاتر را برعهده داشته است.